# Gilberto II Pio di Savoia

Stemma della famiglia Pio di Savoia

Gilberto II Pio di Savoia, o meglio, in Spagna, Gisberto Pío de Saboya y Spínola (25 marzo 1717 – Madrid, 1776), fu l'undicesimo duca di Nocera, il quinto dopo la creazione del titolo da parte del re Filippo IV di Spagna.

## Biografia
Gilberto II Pio di Savoia, quarto principe di San Gregorio da Sassola, quinto duca di Nocera, settimo marchese di Castelo Rodrigo, sesto conte di Lumiares, sesto marchese di Almonacid de los Oteros, fu figlio di Francesco (1672-1723) e nipote della duchessa di Nocera Giovanna de Moura, che, in prime nozze, aveva sposato Giberto I Pio di Savoia (1639-76).
Sposò in prime nozze María Teresa de la Cerda y Téllez Girón (figlia di José de la Cerda Manrique de Lara, IV marchese di Laguna de Camero Viejo) ed in seconde nozze Joaquina de Benavides de la Cueva (figlia di Manuel de Benavides y Aragón, I duca di Santisteban del Puerto). Da entrambi i matrimoni non nacquero figli.
Il nonno Giberto I Pio di Savoia si era trasferito presso la corte spagnola a Madrid, mantenendo il titolo pontificio di "Principe di San Gregorio", che era stato acquistato nel 1655, per la famiglia, dal fratellastro cardinale Carlo Pio. Il padre di Giberto II, Francesco, aveva fatto in Spagna una significativa carriera militare e civile, ottenendo anche il grandato nel 1720 (o 1723).
Come il suo predecessore e zio, Luigi Pio di Savoia, Giberto II seppe inimicarsi i suoi cittadini ignorandone i privilegi e impelagandosi con loro in lunghe controversie legali.
Alla sua morte, in assenza di discendenza, i suoi titoli passarono alla sorella Isabella Maria della Concezione Pio di Savoia (1719 - 1799).

## Ascendenza
|                                                                         |                                               |                                                                   | Genitori                                                                                      |  |  | Nonni |  |  | Bisnonni                                       |  |  | Trisnonni                                |  |
|                                                                         |                                               |                                                                   |                                                                                               |  |  |       |  |  | Ascanio Pio di Savoia, principe di San Giorgio |  |  | Enea Pio di Savoia, reggente di Sassuolo |  |
|                                                                         |                                               |                                                                   |                                                                                               |  |  |       |  |  | Ascanio Pio di Savoia, principe di San Giorgio |  |  | Enea Pio di Savoia, reggente di Sassuolo |  |
|                                                                         |                                               | Barbara Turchi                                                    |                                                                                               |  |  |       |  |  | Ascanio Pio di Savoia, principe di San Giorgio |  |  |                                          |  |
| Giberto Pio di Savoia, principe di San Gregorio                         |                                               |                                                                   |                                                                                               |  |  |       |  |  | Ascanio Pio di Savoia, principe di San Giorgio |  |  |                                          |  |
|                                                                         |                                               | Beatrice Bentivoglio                                              | Enzo Bentivoglio, marchese di Scandiano                                                       |  |  |       |  |  |                                                |  |  |                                          |  |
|                                                                         |                                               | Beatrice Bentivoglio                                              | Enzo Bentivoglio, marchese di Scandiano                                                       |  |  |       |  |  |                                                |  |  |                                          |  |
|                                                                         |                                               | Beatrice Bentivoglio                                              | Caterina Martinengo Colleoni                                                                  |  |  |       |  |  |                                                |  |  |                                          |  |
| Francesco Pio di Savoia, principe di San Gregorio                       |                                               | Beatrice Bentivoglio                                              |                                                                                               |  |  |       |  |  |                                                |  |  |                                          |  |
|                                                                         |                                               | Francisco de Moura Corterreal y de Melo, duca di Nocera           | Manuel de Moura Corte Real, marchese di Castelo Rodrigo                                       |  |  |       |  |  |                                                |  |  |                                          |  |
|                                                                         |                                               | Francisco de Moura Corterreal y de Melo, duca di Nocera           | Manuel de Moura Corte Real, marchese di Castelo Rodrigo                                       |  |  |       |  |  |                                                |  |  |                                          |  |
|                                                                         |                                               | Francisco de Moura Corterreal y de Melo, duca di Nocera           | Leonor de Melo Castro                                                                         |  |  |       |  |  |                                                |  |  |                                          |  |
| Juana de Moura Corte Real y Moncada, duchessa di Nocera                 |                                               | Francisco de Moura Corterreal y de Melo, duca di Nocera           |                                                                                               |  |  |       |  |  |                                                |  |  |                                          |  |
|                                                                         |                                               | Marianna d'Aragona Moncada                                        | Antonio Moncada d'Aragona, principe di Paternò                                                |  |  |       |  |  |                                                |  |  |                                          |  |
|                                                                         |                                               | Marianna d'Aragona Moncada                                        | Antonio Moncada d'Aragona, principe di Paternò                                                |  |  |       |  |  |                                                |  |  |                                          |  |
|                                                                         |                                               | Marianna d'Aragona Moncada                                        | Juana de la Cerda y de la Cueva                                                               |  |  |       |  |  |                                                |  |  |                                          |  |
| Gilberto II Pio di Savoia, principe di San Gregorio                     |                                               | Marianna d'Aragona Moncada                                        |                                                                                               |  |  |       |  |  |                                                |  |  |                                          |  |
|                                                                         | Paolo Spinola Doria, marchese di Los Balbases | Filippo Spinola, duca di Sesto                                    |                                                                                               |  |  |       |  |  |                                                |  |  |                                          |  |
|                                                                         | Paolo Spinola Doria, marchese di Los Balbases | Filippo Spinola, duca di Sesto                                    |                                                                                               |  |  |       |  |  |                                                |  |  |                                          |  |
|                                                                         | Paolo Spinola Doria, marchese di Los Balbases | Geronima Doria                                                    |                                                                                               |  |  |       |  |  |                                                |  |  |                                          |  |
| Carlos Felipe Antonio Spínola Doria y Colonna, marchese di Los Balbases | Paolo Spinola Doria, marchese di Los Balbases |                                                                   |                                                                                               |  |  |       |  |  |                                                |  |  |                                          |  |
|                                                                         |                                               | Anna Colonna                                                      | Marcantonio V Colonna, principe di Paliano                                                    |  |  |       |  |  |                                                |  |  |                                          |  |
|                                                                         |                                               | Anna Colonna                                                      | Marcantonio V Colonna, principe di Paliano                                                    |  |  |       |  |  |                                                |  |  |                                          |  |
|                                                                         |                                               | Anna Colonna                                                      | Isabella Gioeni e Cardona                                                                     |  |  |       |  |  |                                                |  |  |                                          |  |
| Juana Spínola y de la Cerda                                             |                                               | Anna Colonna                                                      |                                                                                               |  |  |       |  |  |                                                |  |  |                                          |  |
|                                                                         |                                               | Juan Francisco de la Cerda Enríquez de Ribera, duca di Medinaceli | Antonio de la Cerda y Toledo, VII duca di Medinaceli                                          |  |  |       |  |  |                                                |  |  |                                          |  |
|                                                                         |                                               | Juan Francisco de la Cerda Enríquez de Ribera, duca di Medinaceli | Antonio de la Cerda y Toledo, VII duca di Medinaceli                                          |  |  |       |  |  |                                                |  |  |                                          |  |
|                                                                         |                                               | Juan Francisco de la Cerda Enríquez de Ribera, duca di Medinaceli | Ana María Luisa Enríquez de Ribera Portocarrero y Cárdenas, duchessa di Alcalá de los Gazules |  |  |       |  |  |                                                |  |  |                                          |  |
| María Isabel de la Cerda                                                |                                               | Juan Francisco de la Cerda Enríquez de Ribera, duca di Medinaceli |                                                                                               |  |  |       |  |  |                                                |  |  |                                          |  |
|                                                                         |                                               | Catalina de Aragón y Sandoval, duchessa di Segorbe                | Luis de Aragón y Fernández de Córdoba, duca di Cardona                                        |  |  |       |  |  |                                                |  |  |                                          |  |
|                                                                         |                                               | Catalina de Aragón y Sandoval, duchessa di Segorbe                | Luis de Aragón y Fernández de Córdoba, duca di Cardona                                        |  |  |       |  |  |                                                |  |  |                                          |  |
|                                                                         |                                               | Catalina de Aragón y Sandoval, duchessa di Segorbe                | Mariana Isabel de Sandoval-Rojas y Enríquez de Cabrera, duchessa di Lerma                     |  |  |       |  |  |                                                |  |  |                                          |  |
|                                                                         |                                               | Catalina de Aragón y Sandoval, duchessa di Segorbe                |                                                                                               |  |  |       |  |  |                                                |  |  |                                          |  |